# 에이브러햄 매슬로
에이브러햄 해럴드 매슬로(영어: Abraham Harold Maslow, 1908년 4월 1일 ~ 1970년 6월 8일)는 미국의 철학자이자 심리학자이다. 인본주의 심리학의 창설을 주도하였으며, 1943년에 인간의 욕구에는 단계별 위계가 있다는 '욕구 5단계설'을 주장한 것으로 유명하다. 그가 주장한 욕구 5단계설에서 '자아실현'을 최상위 5단계에 있는 가장 중요한 가치로 소개한 이후 '자아실현'이라는 개념이 널리 알려지게 되었다. 위스콘신 대학을 졸업한후 콜롬비아 대학의 연구원을 거쳐 위스콘신, 브루클린, 브란디스 등의 대학에서 교편을 잡는다. 인간의 자기실현, 동기, 창조성 등 인간성 심리학이라고 하는 분야에서 많은 업적을 쌓았다.
매슬로는 개인의 성장을 위해 힘쓰는 인간의 핵심 부분인 “진실한 자아”의 애정 어린 보살핌을 주장했다. 매슬로는 환자를 대할 때 병리학 관점을 남용하는 주류 심리학을 비판했다.

## 생애

### 출생과 성장
뉴욕의 브루클린에서 태어난 매슬로는 유대계 러시아인 이민자 가정에서 일곱 형제중 장남으로 태어났다. 그의 부모는 교육을 제대로 받지 못했지만 자식들에 대한 교육 열정이 높았으나 흑인에 대한 편견에 사로잡혀 있던 어머니와의 사이는 안 좋았다. 어린 시절에는 수줍음이 많고 소극적인 성격에 겁도 많았다. 백인들이 많았던 학교에 진학했던 탓에 선생님, 친구 등 주변인들의 인종차별과 반유대주의 때문에 성장기에 많은 어려움을 겪었다. 친구가 많지 않았기에 도서관에서 독서를 많이 하며 학창시절을 보냈다.

### 심리학 입문
아버지의 강권으로 1925년에 뉴욕 시립대학을 입학했으나 전공인 법학에 흥미를 느끼지 못한 채 1927년 코넬대학교로 옮겼다. 다음해 위스콘신 대학으로 다시 옮긴후 심리학을 전공했는데, 주로 행동과 성에 관하여 관심을 가졌다. 1930년에 학부졸업후 대학원에서는 여러 스승들과 저명한 심리학자와의 만남을 통해 많은 영향을 받았다. 붉은 털 원숭이의 애착 행동 연구로 유명한 영장류 연구가 해리 할로는 우월성과 동물 연구를 인간에 적용하는 해악에, 에드워드 손다이크는 행동주의의 한계성 발견에 눈을 뜨게 했다. 반면 성격심리학자인 알프레드 아들러는 성격 형성에 있어 환경적 요인의 중요성에, 형태주의 심리학의 창시자인 막스 베르트하이머는 인간을 전체적으로 보는 관점을 가지게 해 주었다. 1931년에 석사학위를 받았고, 1934년에 심리학 박사학위를 취득했다.

### 연구와 사회활동
졸업후 콜롬비아 대학에서 심리학자 손다이크와 연구활동을 진행하였는데, 특히 인간의 성에 대한 연구에 더욱 관심을 집중하였다. 이후에는 브루클린 대학교에서 강의하며 연구에 매진하였다. 제2차 세계대전이 발발하자 증오, 편견, 전쟁의 근원에 대해 심각하게 생각하는 계기가 되었으며 나이가 많아 입대하지 못한 데 대한 부담감을 덜기 위해 자신의 남은 생애를 바쳐 인간은 보다 고귀한 것을 지니고 있고 추구할 수 있음을 과학적으로 입증하고자 노력했다. 이를 위해 그는 위대한 사람들에 대한 탐구로 연구 방향을 이동하여 기본적인 생리적 욕구에서부터 안전, 사랑, 존중 그리고 궁극적으로 자기실현에 이르기까지 충족되어야 할 욕구에 위계가 있다는 '욕구 5단계설'을 1943년에 '인간 동기의 이론'이라는 논문을 통해 주장하였다.
1951년에 신설된 브랜다이즈(Brandeis) 대학의 초대 심리학과 과장으로 부임하였다. 당시 심리학 분야는 과학적 행동주의자와 정신분석학자들이 심리학을 주도하고 있었는데, 매슬로는 이와는 완전히 다른 인본주의 심리학회를 칼 로저스와 함께 창설하였다. 또한 인간의 무한한 잠재력에 대한 탐구를 지속하며 《초인간적 심리학 저널》도 창간했다.
또한 미국으로 이주해 온 유럽의 여러 지성들과도 활발히 교류하였다. 에릭 프롬, 인류학자인 마가렛 미드와 루스 베네딕트로부터 많은 영향을 받았다. 특히 매슬로는 자아실현이라는 자신의 독창적 개념을 그의 스승이며 막역한 친구였던 막스 베르트하이머와 루스 베네딕트가 지닌 감동적인 인간성에 대해 개인적 관심을 가지고 탐구하는 과정을 통해 고안했다. 또한 베네딕트는 매슬로로 하여금 인간 본성에 대한 문화의 영향력을 중시하는 관점에 관심을 가지게 했다. 1969년 은퇴하기 직전까지 브랜디스 대학교의 심리학 부장을 맡았는데, 그때 골드슈타인과도 교류했다.

### 말년과 사망
1962년에는 캘리포니아 첨단기업 논리니어 시스템즈(Nonlinear Systems)에서 초빙 학자로 지내면서 자아실현 개념을 기업 환경에 적용하는 시도를 하였다. 이때의 경험을 통하여 자신의 이론이 실험실이 아닌 현장에서 구현되고 있음을 확인하는 기회가 되었다. 그리고 순수 심리학이 일상생활의 심리학으로부터 배워야 할 것이 많다는 사실을 깨닫게 되었고, 이후 경영학 분야에 대한 저술과 경영학과의 접목을 꾸준히 시도하게 되었다.
그는 은퇴하기 전까지 자신의 이론을 다듬었다. 그는 인본주의 심리학을 제3의 심리학이라 명명하며, 갈릴레오, 다윈, 아인슈타인, 프로이트 그리고 마르크스가 이루어냈던 것과 유를 같이하는 일종의 심리학에서의 혁명이라고 보았다. 즉 지각과 사고에 있어서의 새로운 방식, 인간과 사회에 대한 새로운 이미지, 윤리와 가치에 대한 새로운 개념, 지향점에 있어서의 새로운 방향이라는 점에서 심리학에서의 혁명으로 인식한 것이다. 아울러 인본주의 심리학을 인간의 욕구가 아닌 우주에 중심을 둔 제4의 심리학인 초인간적 심리학으로 이동하기 위한 준비 과정인 중간 단계로 간주했다.
1967년에는 미국 휴머니스트 협회에서 '올해의 휴머니스트'로 선정되었으며 1968년 심리학협회 회장직을 맡기도 하였다. 은퇴후 캘리포니아에서 만년을 보내다가 1970년에 심장발작으로 사망했다. 매슬로는 인본주의 흐름에 앞장선 인물로 평가되고 있다.

## 욕구 위계 이론

1. 생리 욕구, 2. 안전 욕구
3. 애정·소속 욕구, 4. 존경 욕구
5. 자아실현 욕구

### 욕구 단계설
매슬로는 자아실현이라는 개념을 내세워서 어떻게 하면 잠재성을 발현할 수 있는지를 연구하였다. 인간에 대해서 전체적이고 역동적인 관점을 가지고 있었던 매슬로의 이론은 동기화 이론과 1943년에 '인간 동기의 이론'이라는 논문을 통해 발표한 욕구단계설(욕구위계이론)이 대표적이다. 그는 인간의 욕구는 타고난 것이며 인간의 행동이 기본적 욕구에 따라 동기화된다고 보았고, 그의 동기화 이론에 따르면 인간의 욕구는 욕구의 강도와 중요성에 따라 5단계로 나뉜다. 가장 기초적이고 낮은 단계인 1단계는 생리적 욕구, 그다음 2단계는 안전의 욕구, 3단계는 소속과 사랑, 4단계는 존중의 욕구, 마지막 5단계는 자아실현의 욕구로 되어 있다.
인간의 욕구는 병렬적으로 열거되어 있는 것이 아니라 여러층으로 구성된 피라미드 구조로 되어 있다고 주장했다. 또한 기본적인 욕구가 채워지면 인간은 상위욕구를 채우려 한다. 따라서 상위욕구는 하위욕구가 충족될 때 동기요인으로서 작용한다. 즉, 낮은 단계에서부터 충족도에 따라 높은 단계로 성장해가는 것이며, 낮은 단계의 욕구가 충족되지 않으면 높은 단계의 욕구는 행동으로 연결되지 않고, 이미 충족된 단계의 욕구는 더 이상 행동으로 이어지지 않는다고 보았다. 그러나 매슬로가 주장한 인간의 욕구는 강도나 중요성에 따라 계층적으로 배열한 것이지 결코 행복 그 자체를 계층적으로 배열한 것은 아니다. 매슬로는 훗날 2단계를 더 추가하였는데, 최고 단계인 7단계의 최상위 욕구는 자아실현과 영적초월의 욕구로 보았다.

### 자아실현
매슬로는 최고 수준의 욕구로 자아실현을 강조하며 삶의 궁극적인 목표는 자아실현으로 개인의 잠재적인 능력을 실현하려는 심리적 욕구라고 했다. 모든 단계들이 기본적으로 충족돼야만 이뤄질 수 있는 마지막 단계로 자기 발전을 이루고 자신의 잠재력을 끌어내어 극대화할 수 있는 단계라 주장했다. 물론 자아실현이라는 개념을 처음으로 제안한 사람은 칼 융이며, 칼 로저스도 언급한 바 있다. 그러나 매슬로에 의해서 '자아실현'의 개념이 널리 알려지기 시작하였고 자신의 운명이나 사명을 피하려는 인간의 성향을  '요나 컴플렉스'의 용어로 설명하고 있다. 구약성서에 나오는 요나 예언자가 니느웨에 가서 야훼의 말씀을 전하라는, 야훼의 뜻을 피하려고 하였기 때문이다.
매슬로는 욕구위계와 이에따른 자아실현에 대한 연구에서 이러한 욕구위계가 반드시 고정된 순서대로 일어나지 않을 수 있다는 점을 여러번 그리고 명확히 언급하고 있다. 또한 매슬로(Maslow)는 자아실현을 하는 사람은 협동적인 사회적 관심을 발현하여 이를 추구하는 한, 다른 사람들 및 더 큰 세상과 의미있는 관계를 맺는다고 보았으며 따라서 그는 자아실현의 필수 요소인 외부 현실과의 의미있는 연결을 설정한다. 반대로, 중요하게 여기는 욕구가 이기적이고 경쟁적인 성취에서 이를 찾는 한, 그러한 사람은 적대적인 감정과 제한된 외부 관계를 얻는데 그친다고 보았다.

### 영향과 평가
동기나 자기실현 과정에 관한 이론은 현대의 많은 사회심리학자뿐만 아니라 다른 분야의 연구자에게도 영향을 미치고 있다. 독일인의 국민성에 관한 연구는 아도르노 등에 의한 권위주의적 퍼서낼리티의 연구에 영향을 미쳤다. 잉글하트는 욕구의 여러 단계설을 응용하여 인격의 형성기에 고도의 경제성장을 경험한 세대는 생존이나 안전에 대한 욕구, 즉 물질주의적 가치가 이미 충족되어 있기 때문에 자기실현 등의 탈(脫)물질주의 가치가 우선된다는 탈물질주의를 제창하고 있다. 또한 허즈버그(F. Herzberg), 맥그리거, 리커트, 아지리스 등이 제시한 이른바 성장이론의 기반이 되었다.
매슬로의 욕구단계설은 인간의 보편적인 동기의 많은 부분을 설명하고 있어 심리학, 경제학, 교육학 등 다양한 학문분야에서 지지를 받고 있다. 경영학에서는 인사 분야와 마케팅 분야에서 널히 사용되고 있다. 그러나 많은 반박과 비판도 받고 있는데, 이는 각 단계 구분이 모호하다는 것, 과학적 검증이 어렵고 실증적인 뒷받침이 없다는 점, 예외가 많아 특정 행위의 동기는 여러 욕구를 차례대로 만족하는 대신 이들을 동시에 만족시키려는 경우도 있다는 점 등 때문이다. 그럼에도 불구하고 매슬로의 욕구 단계설은 동기이론의 기초를 제시했다는 점에서 아직도 높이 평가받고 있다. 최근에는 한계를 보완하기 위해 앨더퍼의 ERG 이론, 혹은 진화론과 생물학, 심리학 등을 결합한 새로운 욕구 피라미드 이론도 등장하고 있다.

## 저작 목록
- 《이상심리학 원리 Principles of Abnormal Psychology》(1941)

- 《인간의 동기와 성격 Motivation and Personality》(1954)

- 《존재의 심리학 Towards a Psychology of Being》(1968)

- 《최상의 인간 본성 The Farther Reaches of Human Nature》(1971)

## 참고 서적
- 존재의 심리학, 에이브러햄 H. 머슬로우 저, 이혜성 옮김, 이대출판부, 1985년, ISBN-13:9788973001347

## 같이 보기
- 클레이튼 알더퍼
  - ERG 이론(Existence, Relatedness & Growth)
- 앨버트 반두라
- 루스 베니딕트